# Emmanouil Tsouderos
Emmanouil Tsouderos (Rétino, 1882-Nervi, 10 de febrero de 1956) fue un político griego, primer ministro de Grecia en el exilio durante la Segunda Guerra Mundial.

## La dictadura
Durante la dictadura de Ioannis Metaxás conspiró contra este, siendo arrestado el 30 de junio de 1938, tras haber tratado de recabar el apoyo británico contra el régimen. Tsouderos siguió siendo sospechoso a ojos de Metaxas de oposición al régimen tras haber sido liberado. En la primavera de 1939 fue relevado de su puesto de gobernador del Banco de Grecia por Alexandros Korizis.

## Primer ministro
A pesar de su ideología liberal-republicana heredera de la postura del fallecido Eleftherios Venizelos, el rey Jorge le nombró primer ministro en los últimos días de la operación Marita, tras el suicidio de su antecesor. Había ejercido hasta entonces como gobernador del Banco de Grecia.
A finales de abril, ante la inminente derrota de las tropas griegas y sus aliados británicos, el rey y el gobierno de Tsouderos fueron evacuados a Creta y, tras la captura de esta por los alemanes a Egipto.

## Exilio
En diciembre de 1941 hubo de enfrentarse al primer intento de oficiales monárquicos de sustituirle por otro ministro de Defensa más cercano a sus posiciones y que purgase a los oficiales republicanos. Los cambios en el Ejército y en el gobierno no lograron, sin embargo, restaurar la disciplina en las fuerzas armadas, que bullían de asociaciones monárquicas, republicanas y favorables a EAM. En febrero de 1943 otro intento para hacerse con el control de las fuerzas armadas fue frustrado por una organización rival de izquierdas.
En el verano de 1943 firmó junto con el resto de su gabinete, formado por republicanos, y los representantes de las 3 principales formaciones de la resistencia griega, una petición exigiendo que el rey Jorge II de Grecia no regresase al país hasta que un referéndum favorable a su vuelta tuviese lugar.
La posición del gobierno de Tsouderos era débil: su poder se limitaba a controlar las tropas griegas en Oriente Próximo y su legitimidad, al no ser un gobierno elegido en comicios, se debía únicamente al respaldo del monarca. La mayoría de los miembros del gabinete eran, además, contrarios al soberano.
A finales de 1943 Tsouderos comenzó a tratar de ampliar la composición de su gobierno para reforzarlo, mientras que EAM planeaba la formación de un gobierno alternativo en las montanas, al que Tsouderos podría mandar representantes.
El 16 de marzo de 1944 recibió la comunicación del recién creado Comité Político para la Liberación Nacional (PEEA), formado por EAM, mostrándose dispuesto a comenzar las negociaciones para la creación de un nuevo gobierno de unidad nacional. El 1 de marzo de 1944 había solicitado en vano el envío de la primera brigada griega acantonada en El Cairo al frente italiano, previendo problemas en las filas ante el descontento por la situación política. La creación del PEEA le llevó a avisar al rey de la probabilidad de dificultades en las unidades militares pocos días después.
El 27 de marzo de 1944 hubo de enfrentarse a una revuelta en el gabinete ante la falta de reformas y de respuesta a las propuestas del PEEA, de la que sospechó que el dirigente era el ministro de Exteriores, Sofoklis Venizelos. El 31 de marzo de 1944 una junta de oficiales exigió su dimisión y Venizelos se ofreció para sustituirle y negociar con el PEEA, pero la Armada se negó a aceptar a Venizelos y Tsouderos propuso mantenerse en el cargo hasta la próxima llegada del rey a El Cairo.
El 13 de abril de 1944, habiendo llegado a la ciudad, el rey aceptó la renuncia de Tsouderos y nombró presidente del consejo de ministros a Venizelos, que pronto dio paso a un nuevo gobierno de Georgios Papandreu.